# IC 3896
IC 3896 је елиптична галаксија у сазвјежђу Кентаур која се налази на листи објеката дубоког неба у Индекс каталогу.
Деклинација објекта је - 50° 20' 50" а ректасцензија 12h 56m 42,8s. Привидна величина (магнитуда) објекта IC 3896 износи 11,3 а фотографска магнитуда 12,3. Налази се на удаљености од 28,713 милиона парсека од Сунца. IC 3896 је још познат и под ознакама ESO 219-12, PGC 44180.